# Ezio Sella
Ezio Sella (Roma, 11 aprile 1956) è un allenatore di calcio ed ex calciatore italiano, di ruolo attaccante.

## Carriera

### Giocatore

#### Club

Un giovane Sella (accosciato, secondo da sinistra) nella squadra Primavera della Roma nel 1974

Inizia la sua carriera nelle giovanili della Roma per poi iniziare il suo vero e proprio cammino calcistico nella Viterbese, dal 1976 al 1977, collezionando 30 presenze e 6 reti. Un anno dopo, debutta tra i professionisti della Serie A nelle file della Fiorentina dove rimane fino al 1980 segnando 19 gol in 67 match disputati, risultando per due stagioni (1977-1978 e 1978-1979) il capocannoniere dei gigliati.
Una stagione più tardi, nel campionato di Serie A 1980-1981, Sella viene acquistato dal Brescia andando a rete 3 volte in 20 incontri. Nel 1982, scende di categoria e si trasferisce a Genova con la Sampdoria dove segnò un gol in 23 partite contribuendo al ritorno dei genovesi nella massima serie. La stagione seguente, dopo una breve parentesi al Bologna in Serie B, torna in A in autunno al Verona, dove colleziona solo 13 presenze senza mai andare a segno.
Dopo una breve parentesi nel Bologna, nella stagione 1983-1984 Ezio Sella viene comprato dall'Arezzo segnando 6 gol in 35 incontri disputati in Serie B. Gli ultimi anni calcistici di Sella si chiudono prima nelle file dell'Ancona nelle stagioni 1984-1987 con 87 presenze e 16 gol segnati, poi nella Civitavecchiese con 21 match giocati e 8 gol e infine nella Lodigiani nella stagione 1988-1989 con 25 presenze e un gol.
In carriera ha totalizzato complessivamente 100 presenze e 22 reti in Serie A e 62 presenze e 7 reti in Serie B.

#### Allenatore
Allena per molti anni le giovanili della Roma, dal 1993, anno in cui vince il Campionato Allievi Nazionali, alla Primavera (2003).
Nella stagione 1996-1997 arriva ad allenare la prima squadra affiancando Nils Liedholm per poi ricoprire il ruolo di allenatore in seconda con Zdeněk Zeman e di collaboratore tecnico con Fabio Capello.
Nel 2001 vince il campionato di Serie C con il Palermo, il cui presidente era il medesimo della Roma, Franco Sensi, dove è subentrato a Giuliano Sonzogni a due giornate dal termine del campionato. Al termine del campionato torna a Roma vincendo lo Scudetto, e restando alle dipendenze di Capello fino al suo addio nel maggio 2004.
Nella stagione 2004-2005, dopo le dimissioni di Rudi Völler, di cui aveva assunto la carica di vice, allena la prima squadra per una partita prima dell'arrivo di Luigi Delneri, Real Madrid-Roma (4-2). Torna a vestire i panni dell'allenatore in seconda con l'arrivo di Bruno Conti nel marzo 2005.
Resta alla Roma come osservatore anche nella stagione successiva.
Dal 2007 al 2014 è stato il vice di Alberto Malesani all'Udinese, poi all'Empoli, al Siena, al Bologna, al Genoa, al Palermo e al Sassuolo.

### Dopo il ritiro
Nel 2006 ha lavorato nel ruolo di seconda voce e opinionista nelle telecronache calcistiche di LA7, per lasciare a stagione in corso e tornare ad allenare con Malesani all'Udinese. Nel 2009 ricopre lo stesso ruolo a Dahlia TV. Dal 2015 è direttore tecnico dell'Alitalia calcio e della sua accademy

## Palmarès

### Allenatore

#### Competizioni giovanili
- Campionato Allievi Nazionali: 1

Roma: 1992-1993

#### Competizioni nazionali
- Campionato italiano Serie C1: 1

Palermo: 2000-2001 (girone B)